# 斯洛伐克體育
斯洛伐克體育受到斯洛伐克氣候和地理條件等環境的影響。斯洛伐克流行的體育運動包括足球、網球、排球、游泳、自行車。流行的冬季運動包括滑雪和滑雪板。但斯洛伐克最被關注的體育運動是橄欖球、冰球和網球。斯洛伐克的體育仍有共產主義時期的影響，資金多由國家支出。

### 冰球

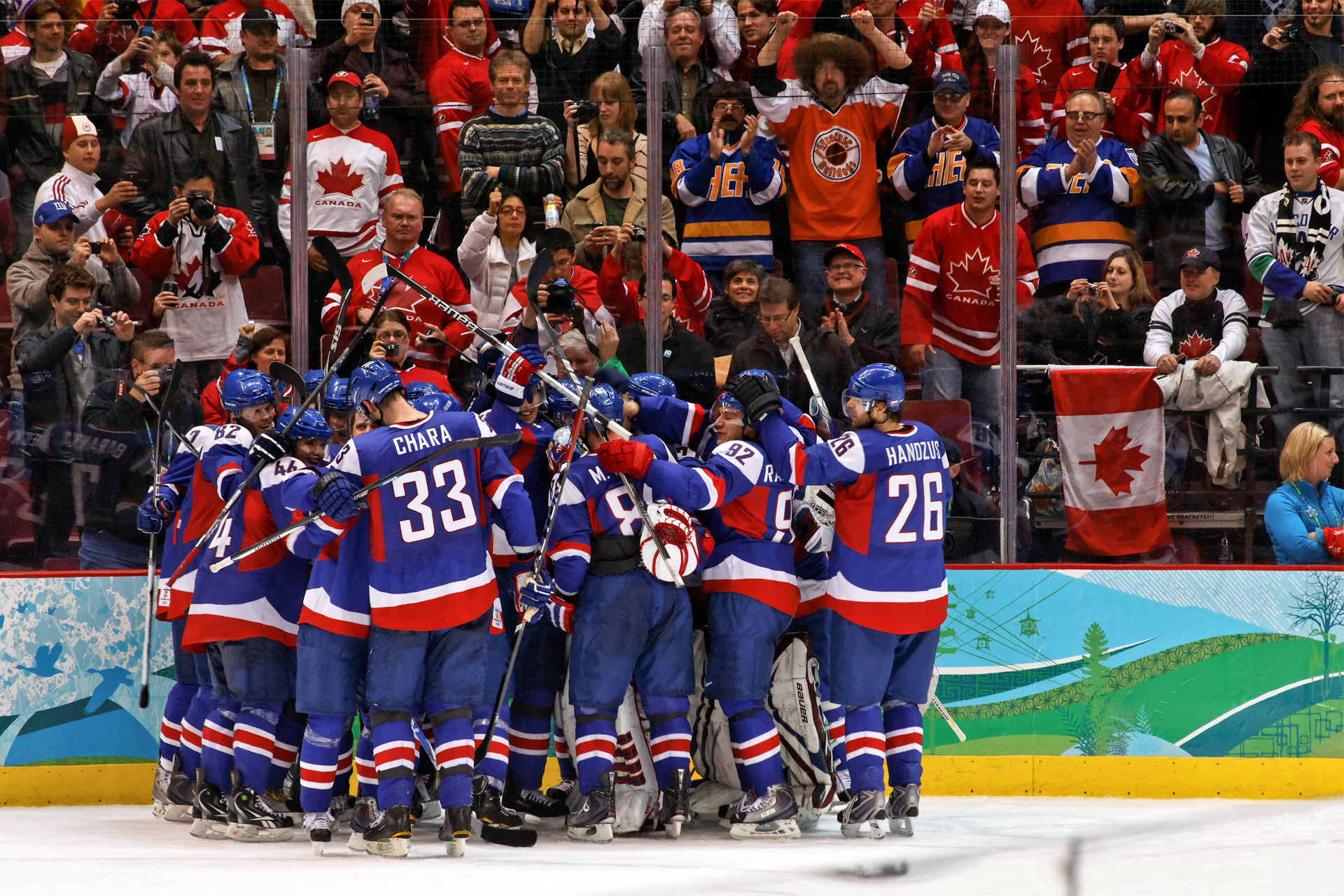
斯洛伐克國家男子冰球隊慶祝在2010年冬季奥林匹克运动会時擊敗瑞典國家代表隊

冰球是斯洛伐克很受歡迎的運動之一。斯洛伐克在1993年2月2日成為国际冰球联合会（IIHF）的成員，之後在世界冰球锦标赛中獲得四面獎牌，包括一面金牌、二面銀牌和一面銅牌。最近一次是在赫尔辛基舉行的2012年世界冰球錦標賽中得到銀牌。斯洛伐克國家男子冰球隊曾八次參與 奥林匹克，最近一次是在北京舉行的2022年冬季奥林匹克运动会，獲得銀牌。斯洛伐克有8,280名有登記的冰球選手，在國際冰總世界排名裡排名第7。在2012年之前，斯洛伐克的布拉迪斯拉發冰球俱樂部參與大陸冰球聯賽，是歐洲最強的冰球球隊。全世界排名第二。
斯洛伐克曾主辦2011年世界冰球锦标赛和2019年世界冰球锦标赛，這二次都由芬兰国家男子冰球队獲得金牌，兩次比賽是在布拉迪斯拉发和科希策舉行。

### 足球

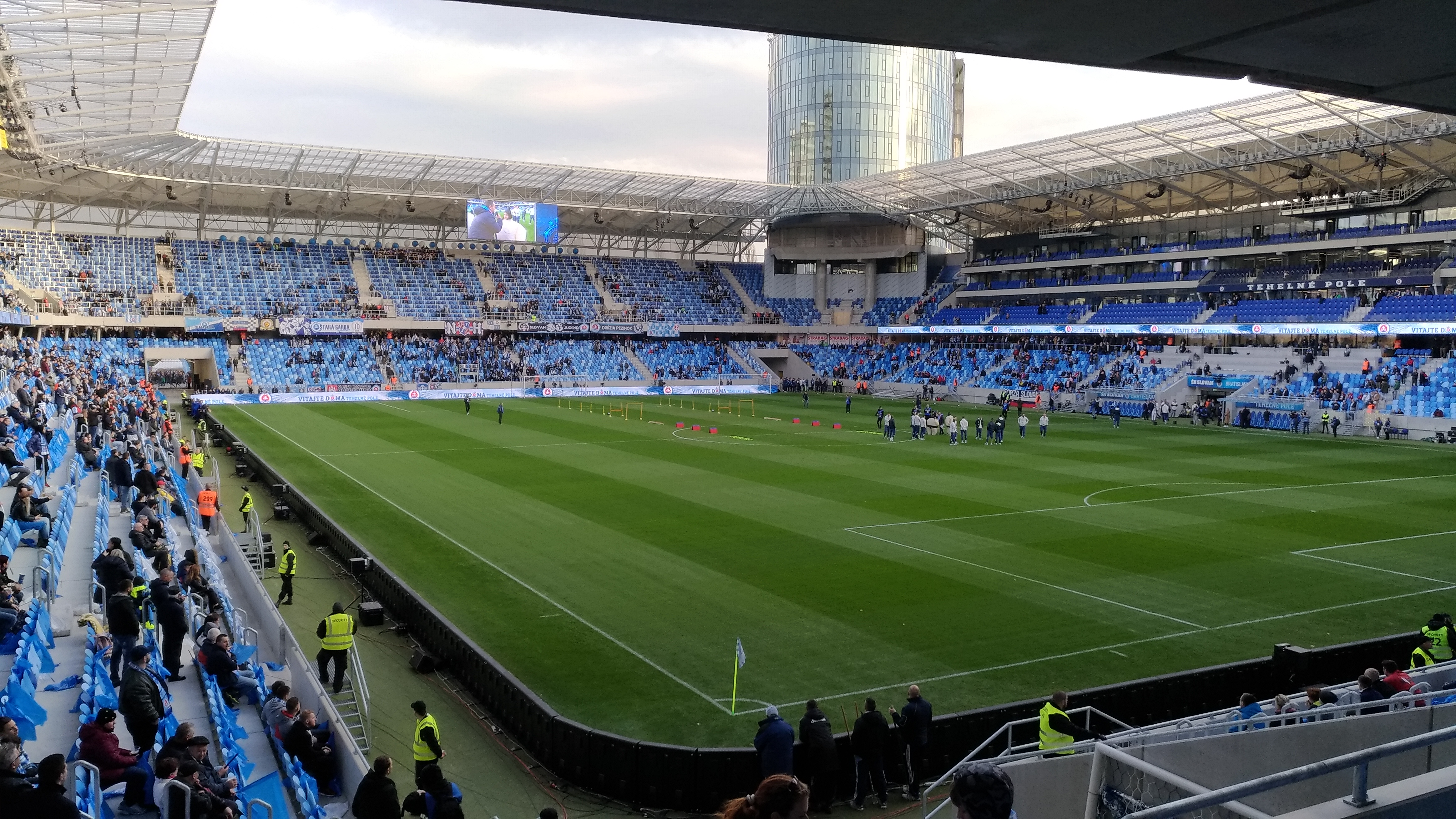
布拉迪斯拉发的足球場Tehelné pole。足球是斯洛伐克最受歡迎的運動

足球是斯洛伐克最受歡迎的運動，有登記的球員超過四十萬人。斯洛伐克國家足球隊曾在1993年進入國際足協世界盃的資格賽。在2010年進入16強，被荷蘭擊敗。當年最著名的成績是3–2打敗意大利。斯洛伐克國家足球隊在2016年進入2016年歐洲足球錦標賽的資格賽，當時的教練是扬·科扎克，當年在國際足協世界排名為14名，是歷來最好的成績。
斯洛伐克的足球俱樂部中，只有三個隊伍曾參加過欧洲冠军联赛的分組賽，分別是VSS科希策足球俱樂部（1997年至1998年歐洲冠軍聯賽）、帕沙卡學院足球會 （2005年至2006年欧洲冠军联赛和日利納足球俱樂部（2010年至2011年歐洲冠軍聯賽）。